# 木畸羽节蜱属
木畸羽节蜱属（学名：Aberoptus）是瘿螨科下的一个属。

## 下属物种
本属包括以下物种：
- 菊花木畸羽節蜱 Aberoptus championus Huang, 2005
- Aberoptus platessoides